# Destroy Lonely
Bobby Wardell Sandimanie III (30 de julho de 2001), conhecido por seu nome artístico Destroy Lonely, é um rapper, cantor e compositor americano. Seu primeiro álbum de estúdio, If Looks Could Kill (2023) estreou no número 18 na Billboard 200 dos EUA . Antes, sua quinta mixtape, No Stylist (2022) marcou sua primeira entrada nas paradas no número 91
Destroy Lonely assinou contrato com o selo de Playboi Carti, Opium, um selo da Interscope Records e Ingrooves no início de 2021. A revista Rolling Stone o cita como sendo caracterizado por seus instrumentais "dinâmicos, porém entediantes", e sua estética performática única que consiste em trajes de cores escuras e roupas de marca.

## Infância e Adolescência
Bobby Wardell Sandimanie III nasceu em 30 de julho de 2001. Ele tem duas irmãs mais novas e um irmão mais velho, que ele menciona como sendo apenas meio-irmãos. Ele menciona que, por serem seus meio-irmãos, ele se sente como um filho único. Durante sua juventude, seu pai, o rapper I-20, o inspirou a praticar freestyle. Ele começou a estudar em casa na sexta série com a permissão de sua avó, que era ex-professora. Ele voltou à escola na nona e décima série, onde, segundo ele, acabou abusando da droga Xanax . Ele cita seu sentimento de que seu abuso de substâncias estava destruindo-o, dando origem ao "Destroy" de seu nome artístico. Ele passou a adolescência em solitude, que origina o "Lonely" de seu nome artístico. Durante seu tempo na escola, notou que tinha aptidão na escrita.